# J'ai l'honneur d'être
 (septembre 2013).
Si vous disposez d'ouvrages ou d'articles de référence ou si vous connaissez des sites web de qualité traitant du thème abordé ici, merci de compléter l'article en donnant les références utiles à sa vérifiabilité et en les liant à la section « Notes et références ».
Albums de Brigitte Fontaine
L'un n'empêche pas l'autre
(2011) Terre neuve
(2020)
J'ai l'honneur d'être, sorti en septembre 2013, est le dix-huitième album de Brigitte Fontaine.
Cet album marque son passage de la maison d'édition Polydor à Universal et un resserrement de ses collaborations avec Areski Belkacem qui a composé et arrangé la totalité des titres sauf La Pythonisse et Les Crocs confiés à Jean-Claude Vannier. Il est préfacé par Benoît Delépine et Gustave Kervern. 
L'auteur-interprète navigue entre triste constat social (Amour poubelle, Crazy Horse qui traite de l'internement), attaque contre les clergés, sublimation du réel (L’île au Cœur d’enfant sur l'île Saint-Louis), évasion fantastique (La pythonisse, Delta), humour (Les hommes préfèrent les hommes, Les Crocs), émotion (Père), autoportrait (J'aime) et référence littéraire (J’ai l’honneur d’être évoque les personnages du roman Les Liaisons dangereuses).
Pour l'anecdote la chanson Les Crocs avait été écrite pour Annie Cordy.

## Titres
1. Crazy Horse
2. Au diable Dieu
3. Sur une mer gelée
4. Delta
5. Les Crocs
6. Amour poubelle
7. L’Île au cœur d’enfant
8. Dîner en ville
9. J’ai l’honneur d’être
10. La Pythonisse
11. Les hommes préfèrent les hommes
12. J’aime
13. Père